# Copa da UEFA de 2005–06
A Copa da UEFA 2005–06 foi disputada entre julho de 2005 e maio de 2006. Nela participaram 154 equipes de todas as 51 federações nacionais afiliadas à UEFA.
A final, em partida única, foi disputada em maio de 2006 no Estádio Philips Stadion de Eindhoven, na Holanda.

## Fases de Classificação
As Fases de Classificação começaram no dia 14 de julho a 25 de agosto de 2005.
Houve duas fases de classificação, onde disputaram 99 equipes. Dessas 99, 88 foram classificadas pelas respectivas ligas e os outras 11 pela Copa Intertoto da UEFA. Delas, apenas 32 equipes uniram-se aos outros 48 classificados directamente para a primeira fase.

### 1ª Pré-eliminatória
| Equipe 1                | Total                   | Equipe 2                | 1.º jogo                | 2.º jogo                |
| Região Mediterrâneo-Sul | Região Mediterrâneo-Sul | Região Mediterrâneo-Sul | Região Mediterrâneo-Sul | Região Mediterrâneo-Sul |
| ----------------------- | ----------------------- | ----------------------- | ----------------------- | ----------------------- |
| Bashkimi                | 4–1                     | Žepče                   | 3–0                     | 1–1                     |
| Birkirkara              | 0–6                     | APOEL                   | 0–2                     | 0–4                     |
| Sant Julià              | 0–10                    | Rapid Bucureşti         | 0–5                     | 0–5                     |
| Teuta Durrës            | 3–4                     | Široki Brijeg           | 3–1                     | 0–3                     |
| Elbasani                | 1–1 (a)                 | Vardar                  | 1–1                     | 0–0                     |
| Omonia                  | 6–0                     | Hibernians              | 3–0                     | 3–0                     |
| Domagnano               | 0–8                     | Domžale                 | 0–5                     | 0–3                     |
| Região centro-oriental  |                         |                         |                         |                         |
| Ferencváros             | 2–3                     | Partyzan Minsk          | 0–2                     | 2–1                     |
| Banants                 | 4–3                     | Lokomotiv Tbilisi       | 2–3                     | 2–0                     |
| Torpedo Kutaisi         | 0–6                     | BATE Borisov            | 0–1                     | 0–5                     |
| Vaduz                   | 2–1                     | Dacia Chişinău          | 2–0                     | 0–1                     |
| Baku                    | 2–3                     | Žilina                  | 1–0                     | 1–3                     |
| Mainz 05                | 4–0                     | Mika                    | 4–0                     | 0–0                     |
| Nistru Otaci            | 5–2                     | Khazar Lankaran         | 3–1                     | 2–1                     |
| Região norte            |                         |                         |                         |                         |
| Longford Town           | 3–5                     | Carmarthen Town         | 2–0                     | 1–5                     |
| Ekranas                 | 1–2                     | Cork City               | 0–2                     | 1–0                     |
| ÍBV                     | 2–3                     | B36 Tórshavn            | 1–1                     | 1–2                     |
| Allianssi               | 4–1                     | Pétange                 | 3–0                     | 1–1                     |
| Linfield                | 2–2 (a)                 | Ventspils               | 1–0                     | 1–2                     |
| NSÍ Runavík             | 0–6                     | Liepājas Metalurgs      | 0–3                     | 0–3                     |
| Etzella Ettelbruck      | 0–6                     | Keflavík                | 0–4                     | 0–2                     |
| Portadown               | 1–3                     | Viking                  | 1–2                     | 0–1                     |
| TVMK                    | 1–2                     | MYPA                    | 1–1                     | 0–1                     |
| Rhyl                    | 4–4 (a)                 | Atlantas                | 2–1                     | 2–3                     |
| Esbjerg                 | 7–2                     | Flora                   | 1–2                     | 6–0                     |

### 2ª pré-eliminatória
| Equipe 1                | Total                   | Equipe 2                | 1.º jogo                | 2.º jogo                |
| região Mediterrâneo-Sul | região Mediterrâneo-Sul | região Mediterrâneo-Sul | região Mediterrâneo-Sul | região Mediterrâneo-Sul |
| ----------------------- | ----------------------- | ----------------------- | ----------------------- | ----------------------- |
| Inter Zaprešić          | 1–7                     | Red Star Belgrade       | 1–3                     | 0–4                     |
| Bashkimi                | 0–11                    | Maccabi Petach Tikva    | 0–5                     | 0–6                     |
| Dinamo Bucureşti        | 4–3                     | Omonia                  | 3–1                     | 1–2                     |
| OFK Beograd             | 2–2 (a)                 | Lokomotiv Plovdiv       | 2–1                     | 0–1                     |
| APOEL                   | 3–2                     | Maccabi Tel Aviv        | 1–0                     | 2–2 (a.p)               |
| Litex Lovech            | 2–2 (a)                 | Rijeka                  | 1–0                     | 1–2                     |
| Vaduz                   | 1–6                     | Beşiktaş                | 0–1                     | 1–5                     |
| Rapid Bucureşti         | 4–1                     | FK Vardar               | 3–0                     | 1–1                     |
| Celje                   | 1–3                     | Levski Sofia            | 1–0                     | 0–3                     |
| Zeta                    | 2–5                     | Široki Brijeg           | 0–1                     | 2–4                     |
| Ashdod                  | 3–3 (a)                 | Domžale                 | 2–2                     | 1–1                     |
| Região centro-oriental  |                         |                         |                         |                         |
| Krylya Sovetov          | 4–0                     | BATE Borisov            | 2–0                     | 2–0                     |
| Sopron                  | 1–5                     | Metalurh Donetsk        | 0–3                     | 1–2                     |
| Grasshoppers            | 3–3 (a)                 | Wisła Płock             | 1–0                     | 2–3                     |
| Nistru Otaci            | 0–3                     | Graz                    | 0–2                     | 0–1                     |
| MŠK Žilina              | 3–4                     | Austria Wien            | 1–2                     | 2–2                     |
| ASKÖ Pasching           | 3–3 (a)                 | Zenit St. Petersburg    | 2–2                     | 1–1                     |
| Partyzan Minsk          | 2–3                     | Teplice                 | 1–1                     | 1–2                     |
| Dyskobolia Grodzisk     | 4–1                     | Dukla Banská Bystrica   | 4–1                     | 0–0                     |
| Banants                 | 2–8                     | Dnipro Dnipropetrovsk   | 2–4                     | 0–4                     |
| Legia Warsaw            | 1–5                     | Zürich                  | 0–1                     | 1–4                     |
| Região Norte            |                         |                         |                         |                         |
| Halmstads               | 5–3                     | Linfield                | 1–1                     | 4–2                     |
| Midtjylland             | 4–3                     | B36 Tórshavn            | 2–1                     | 2–2                     |
| Brann                   | 2–0                     | Allianssi               | 0–0                     | 2–0                     |
| Liepājas Metalurgs      | 2–6                     | Genk                    | 2–3                     | 0–3                     |
| Rhyl                    | 1–3                     | Viking                  | 0–1                     | 1–2                     |
| MYPA                    | 2–2 (a)                 | Dundee United           | 0–0                     | 2–2                     |
| Copenhagen              | 4–0                     | Carmarthen Town         | 2–0                     | 2–0                     |
| Mainz 05                | 4–0                     | Keflavík                | 2–0                     | 2–0                     |
| Djurgården              | 1–1 (a)                 | Cork City               | 1–1                     | 0–0                     |
| Esbjerg                 | 1–1 (2–3 (g.p)))        | Tromsø                  | 0–1                     | 1–0 (a.p)               |

## Primeira Eliminatória
A Primeira Eliminatória da competição teve inicio em setembro de 2005, com 80 equipes competindo pelo troféu que estava no poder do CSKA Moscovo, que conquistou a edição anterior.
Das 80 equipes participantes, 32 se classificaram da Segunda Fase de Classificação da Taça da UEFA, as outras 32 são procedentes da classificação de ligas européias com Coeficientes da UEFA maiores e as 16 restantes foram as equipes perdedoras da Terceira Fase de Classificação da Copa dos Campeões.
Formaram-se 40 cruzamentos de dois jogos, sendo que não poderia haver confrontos entre equipes de mesmo país.
A Primeira Fase teve inicio dia 15 de setembro e finalizou-se no dia 29 de setembro.
| Equipe 1               | Total           | Equipe 2              | 1.º jogo | 2.º jogo  |
| ---------------------- | --------------- | --------------------- | -------- | --------- |
| APOEL                  | 1–4             | Hertha Berlin         | 0–1      | 1–3       |
| Auxerre                | 2–2 (a)         | Levski Sofia          | 2–1      | 0–1       |
| Baník Ostrava          | 2–5             | Heerenveen            | 2–0      | 0–5       |
| Basel                  | 6–0             | Široki Brijeg         | 5–0      | 1–0       |
| Bayer Leverkusen       | 0–2             | CSKA Sofia            | 0–1      | 0–1       |
| Beşiktaş               | 4–2             | Malmö                 | 0–1      | 4–1       |
| Bolton Wanderers       | 4–2             | Lokomotiv Plovdiv     | 2–1      | 2–1       |
| Brøndby                | 3–2             | Zürich                | 2–0      | 1–2       |
| Red Star Belgrade      | 1–1 (a)         | Braga                 | 0–0      | 1–1       |
| CSKA Moscow            | 6–2             | Midtjylland           | 3–1      | 3–1       |
| Dinamo Bucureşti       | 5–2             | Everton               | 5–1      | 0–1       |
| Feyenoord              | 1–2             | Rapid Bucureşti       | 1–1      | 0–1       |
| Teplice                | 1–3             | Espanyol              | 1–1      | 0–2       |
| Germinal Beerschot     | 0–0 (1–4 (g.p)) | Marseille             | 0–0      | 0–0 (a.p) |
| Grasshoppers           | 4–1             | MyPa                  | 1–1      | 3–0       |
| Graz                   | 0–7             | Strasbourg            | 0–2      | 0–5       |
| Vitória Guimarães      | 4–0             | Wisła Kraków          | 3–0      | 1–0       |
| Halmstad               | 4–4 (a)         | Sporting CP           | 1–2      | 3–2 (a.p) |
| Hamburg                | 2–1             | Copenhagen            | 1–1      | 1–0       |
| Hibernian              | 1–5             | Dnipro Dnipropetrovsk | 0–0      | 1–5       |
| Krylya Sovetov         | 6–6 (a)         | AZ                    | 5–3      | 1–3       |
| Lens                   | 5–3             | Dyskobolia Grodzisk   | 1–1      | 4–2       |
| Litex Lovech           | 3–2             | Genk                  | 2–2      | 1–0       |
| Maccabi Petach Tikva   | 5–4             | Partizan              | 0–2      | 5–2       |
| Middlesbrough          | 2–0             | Skoda Xanthi          | 2–0      | 0–0       |
| AS Monaco              | 5–1             | Willem II             | 2–0      | 3–1       |
| Palermo                | 6–1             | Anorthosis Famagusta  | 2–1      | 4–0       |
| PAOK                   | 3–3 (a)         | Metalurh Donetsk      | 1–1      | 2–2       |
| Rennes                 | 3–1             | Osasuna               | 3–1      | 0–0       |
| Roma                   | 5–1             | Aris Thessaloniki     | 5–1      | 0–0       |
| Sevilla                | 2–0             | Mainz 05              | 0–0      | 2–0       |
| Shakhtar Donetsk       | 6–1             | Debrecen              | 4–1      | 2–0       |
| Brann                  | 3–5             | Lokomotiv Moscow      | 1–2      | 2–3       |
| Slavia Prague          | 4–1             | Cork City             | 2–0      | 2–1       |
| Tromsø I.L.            | 2–1             | Galatasaray           | 1–0      | 1–1       |
| Vålerenga I.F.         | 1–6             | Steaua Bucureşti      | 0–3      | 1–3       |
| VfB Stuttgart          | 2–1             | Domžale               | 2–0      | 0–1       |
| Viking                 | 2–2 (a)         | Austria Wien          | 1–0      | 1–2       |
| Vitória Setúbal        | 1–2             | Sampdoria             | 1–1      | 0–1       |
| Zenit Saint Petersburg | 1–0             | AEK Athens            | 0–0      | 1–0       |

## Fase de Grupos
As 40 equipes que se classificaram da Primeira Fase são distribuídas em oito grupos de cinco participantes cada.
Em cada grupo as equipes jogaram entre si, todos contra todos em turno único. As 3 equipes com maiores pontuações, classificaram-se para os dessesseis-avos de final. Iniciou-se dia 20 de outubro, e terminou no dia 15 de dezembro.
| Time         | J | V | E | D | GP | GC | SG | Pts |
| ------------ | - | - | - | - | -- | -- | -- | --- |
| AS Monaco    | 4 | 3 | 0 | 1 | 6  | 2  | +4 | 9   |
| Hamburg      | 4 | 3 | 0 | 1 | 5  | 2  | +3 | 9   |
| Slavia Praga | 4 | 1 | 1 | 2 | 6  | 8  | −2 | 4   |
| Viking       | 4 | 1 | 1 | 2 | 3  | 6  | −3 | 4   |
| CSKA Sofia   | 4 | 1 | 0 | 3 | 5  | 7  | −2 | 3   |

| 1ª jornada    |     |               |
| CSKA Sofia    | 0–1 | Hamburg       |
| Viking        | 1–0 | AS Monaco     |
| 2ª jornada    |     |               |
| Hamburg       | 2–0 | Viking        |
| Slavia Prague | 4–2 | CSKA Sofia    |
| 3ª jornada    |     |               |
| Viking        | 2–2 | Slavia Prague |
| AS Monaco     | 2–0 | Hamburg       |
| 4ª jornada    |     |               |
| Slavia Prague | 0–2 | AS Monaco     |
| CSKA Sofia    | 2–0 | Viking        |
| 5ª jornada    |     |               |
| AS Monaco     | 2–1 | CSKA Sofia    |
| Hamburg       | 2–0 | Slavia Prague |

| Time                 | J | V | E | D | GP | GC | SG | Pts |
| -------------------- | - | - | - | - | -- | -- | -- | --- |
| Palermo              | 4 | 2 | 2 | 0 | 6  | 2  | +4 | 8   |
| Espanyol             | 4 | 2 | 2 | 0 | 4  | 2  | +2 | 8   |
| Lokomotiv Moscow     | 4 | 2 | 1 | 1 | 8  | 3  | +5 | 7   |
| Brøndby              | 4 | 1 | 1 | 2 | 5  | 8  | −3 | 4   |
| Maccabi Petach Tikva | 4 | 0 | 0 | 4 | 1  | 9  | −8 | 0   |

| 1ª jornada           |     |                      |
| Lokomotiv Moscow     | 0–1 | Espanyol             |
| Maccabi Petach Tikva | 1–2 | Palermo              |
| 2ª jornada           |     |                      |
| Brøndby              | 2–0 | Maccabi Petach Tikva |
| Palermo              | 0–0 | Lokomotiv Moscow     |
| 3ª jornada           |     |                      |
| Lokomotiv Moscow     | 4–2 | Brøndby              |
| Espanyol             | 1–1 | Palermo              |
| 4ª jornada           |     |                      |
| Brøndby              | 1–1 | Espanyol             |
| Maccabi Petach Tikva | 0–4 | Lokomotiv Moscow     |
| 5ª jornada           |     |                      |
| Espanyol             | 1–0 | Maccabi Petach Tikva |
| Palermo              | 3–0 | Brøndby              |

| Time             | J | V | E | D | GP | GC | SG  | Pts |
| ---------------- | - | - | - | - | -- | -- | --- | --- |
| Steaua București | 4 | 2 | 2 | 0 | 7  | 0  | +7  | 8   |
| Lens             | 4 | 2 | 1 | 1 | 7  | 5  | +2  | 7   |
| Hertha BSC       | 4 | 1 | 3 | 0 | 1  | 0  | +1  | 6   |
| Sampdoria        | 4 | 1 | 2 | 1 | 4  | 3  | +1  | 5   |
| Halmstad         | 4 | 0 | 0 | 4 | 1  | 12 | −11 | 0   |

| 1ª jornada       |     |                  |
| Steaua București | 4–0 | Lens             |
| Halmstad         | 0–1 | Hertha Berlin    |
| 2ª jornada       |     |                  |
| Lens             | 5–0 | Halmstad         |
| Sampdoria        | 0–0 | Steaua București |
| 3ª jornada       |     |                  |
| Hertha Berlin    | 0–0 | Lens             |
| Halmstad         | 1–3 | Sampdoria        |
| 4ª jornada       |     |                  |
| Sampdoria        | 0–0 | Hertha Berlin    |
| Steaua București | 3–0 | Halmstad         |
| 5ª jornada       |     |                  |
| Hertha Berlin    | 0–0 | Steaua București |
| Lens             | 2–1 | Sampdoria        |

| Time                  | J | V | E | D | GP | GC | SG | Pts |
| --------------------- | - | - | - | - | -- | -- | -- | --- |
| Middlesbrough         | 4 | 3 | 1 | 0 | 6  | 0  | +6 | 10  |
| AZ                    | 4 | 3 | 1 | 0 | 5  | 1  | +4 | 10  |
| Litex Lovech          | 4 | 2 | 0 | 2 | 4  | 5  | −1 | 6   |
| Dnipro Dnipropetrovsk | 4 | 1 | 0 | 3 | 4  | 9  | −5 | 3   |
| Grasshopper           | 4 | 0 | 0 | 4 | 3  | 7  | −4 | 0   |

| 1ª jornada            |     |                       |
| Grasshopper           | 0–1 | Middlesbrough         |
| Dnipro Dnipropetrovsk | 1–2 | AZ                    |
| 2ª jornada            |     |                       |
| Litex Lovech          | 2–1 | Grasshopper           |
| Middlesbrough         | 3–0 | Dnipro Dnipropetrovsk |
| 3ª jornada            |     |                       |
| AZ                    | 0–0 | Middlesbrough         |
| Dnipro Dnipropetrovsk | 0–2 | Litex Lovech          |
| 4ª jornada            |     |                       |
| Grasshopper           | 2–3 | Dnipro Dnipropetrovsk |
| Litex Lovech          | 0–2 | AZ                    |
| 5ª jornada            |     |                       |
| Middlesbrough         | 2–0 | Litex Lovech          |
| AZ                    | 1–0 | Grasshopper           |

| Time              | J | V | E | D | GP | GC | SG | Pts |
| ----------------- | - | - | - | - | -- | -- | -- | --- |
| Strasbourg        | 4 | 2 | 2 | 0 | 7  | 3  | +4 | 8   |
| Roma              | 4 | 2 | 1 | 1 | 7  | 6  | +1 | 7   |
| Basel             | 4 | 2 | 0 | 2 | 7  | 9  | −2 | 6   |
| Red Star Belgrade | 4 | 1 | 1 | 2 | 7  | 8  | −1 | 4   |
| Tromsø            | 4 | 1 | 0 | 3 | 7  | 9  | −2 | 3   |

| 1ª jornada        |     |                   |
| Basel             | 0–2 | Strasbourg        |
| Tromsø            | 1–2 | Roma              |
| 2ª jornada        |     |                   |
| Red Star Belgrade | 1–2 | Basel             |
| Strasbourg        | 2-0 | Tromsø            |
| 3ª jornada        |     |                   |
| Tromsø            | 3–1 | Red Star Belgrade |
| Roma              | 1–1 | Strasbourg        |
| 4ª jornada        |     |                   |
| Red Star Belgrade | 3–1 | Roma              |
| Basel             | 4–3 | Tromsø            |
| 5ª jornada        |     |                   |
| Roma              | 3–1 | Basel             |
| Strasbourg        | 2-2 | Red Star Belgrade |

| Time             | J | V | E | D | GP | GC | SG | Pts |
| ---------------- | - | - | - | - | -- | -- | -- | --- |
| Marseille        | 4 | 3 | 0 | 1 | 5  | 3  | +2 | 9   |
| Levski Sofia     | 4 | 2 | 0 | 2 | 4  | 4  | 0  | 6   |
| Heerenveen       | 4 | 1 | 2 | 1 | 2  | 2  | 0  | 5   |
| CSKA Moscow      | 4 | 1 | 1 | 2 | 3  | 4  | −1 | 4   |
| Dinamo București | 4 | 1 | 1 | 2 | 2  | 3  | −1 | 4   |

| 1ª jornada       |     |                  |
| Dinamo Bucureşti | 0–0 | Heerenveen       |
| CSKA Moscow      | 1–2 | Marseille        |
| 2ª jornada       |     |                  |
| Levski Sofia     | 1–0 | Dinamo Bucureşti |
| Heerenveen       | 0–0 | CSKA Moscow      |
| 3ª jornada       |     |                  |
| CSKA Moscow      | 2–1 | Levski Sofia     |
| Marseille        | 1–0 | Heerenveen       |
| 4ª jornada       |     |                  |
| Levski Sofia     | 1–0 | Marseille        |
| Dinamo Bucureşti | 1–0 | CSKA Moscow      |
| 5ª jornada       |     |                  |
| Marseille        | 2–1 | Dinamo Bucureşti |
| Heerenveen       | 2–1 | Levski Sofia     |

| Time             | J | V | E | D | GP | GC | SG | Pts |
| ---------------- | - | - | - | - | -- | -- | -- | --- |
| Rapid Bucureşti  | 4 | 3 | 0 | 1 | 5  | 2  | +3 | 9   |
| Shakhtar Donetsk | 4 | 3 | 0 | 1 | 4  | 1  | +3 | 9   |
| Stuttgart        | 4 | 3 | 0 | 1 | 6  | 4  | +2 | 9   |
| PAOK             | 4 | 1 | 0 | 3 | 6  | 5  | +1 | 3   |
| Rennes           | 4 | 0 | 0 | 4 | 1  | 10 | −9 | 0   |

| 1ª jornada       |     |                  |
| Rennes           | 0–2 | Stuttgart        |
| Shakhtar Donetsk | 1–0 | PAOK             |
| 2ª jornada       |     |                  |
| Rapid Bucureşti  | 2–0 | Rennes           |
| Stuttgart        | 0–2 | Shakhtar Donetsk |
| 3ª jornada       |     |                  |
| PAOK             | 1–2 | Stuttgart        |
| Shakhtar Donetsk | 0–1 | Rapid Bucureşti  |
| 4ª jornada       |     |                  |
| Rennes           | 0–1 | Shakhtar Donetsk |
| Rapid Bucureşti  | 1–0 | PAOK             |
| 5ª jornada       |     |                  |
| Stuttgart        | 2–1 | Rapid Bucureşti  |
| PAOK             | 5–1 | Rennes           |

| Time                 | J | V | E | D | GP | GC | SG | Pts |
| -------------------- | - | - | - | - | -- | -- | -- | --- |
| Sevilla              | 4 | 2 | 1 | 1 | 8  | 4  | +4 | 7   |
| Zenit St. Petersburg | 4 | 2 | 1 | 1 | 5  | 4  | +1 | 7   |
| Bolton Wanderers     | 4 | 1 | 3 | 0 | 4  | 3  | +1 | 6   |
| Beşiktaş             | 4 | 1 | 2 | 1 | 5  | 6  | −1 | 5   |
| Vitória Guimarães    | 4 | 0 | 1 | 3 | 4  | 9  | −5 | 1   |

| 1ª jornada           |     |                      |
| Beşiktaş             | 1–1 | Bolton Wanderers     |
| Zenit St. Petersburg | 2–1 | Vitória Guimarães    |
| 2ª jornada           |     |                      |
| Bolton Wanderers     | 1–0 | Zenit St. Petersburg |
| Sevilla              | 3–0 | Beşiktaş             |
| 3ª jornada           |     |                      |
| Vitória Guimarães    | 1–1 | Bolton Wanderers     |
| Zenit St. Petersburg | 2–1 | Sevilla              |
| 4ª jornada           |     |                      |
| Sevilla              | 3–1 | Vitória Guimarães    |
| Beşiktaş             | 1–1 | Zenit St. Petersburg |
| 5ª jornada           |     |                      |
| Vitória Guimarães    | 1–3 | Beşiktaş             |
| Bolton Wanderers     | 1–1 | Sevilla              |

## Fases Finais

### Dezasseis-Avos de Final
Depois da fase de grupos realizou-se o sorteio para decidir os cruzamentos das duas fases seguintes, disputadas como eliminatórias de ida e volta. O campeão de cada grupo na fase anterior ficou enquadrado junto a um terceiro classificado como local, com a vantagem de disputar a volta como local para a equipe campeã. Os segundos classificados se enfrentaram na repescagem da Liga dos Campeões, também com a vantagem de campo para a partida de volta.
As partidas de ida se disputaram nos dias 15 de fevereiro. A volta da eliminatória ocorreu dia 23 de fevereiro.
| Equipe 1           | Total   | Equipe 2             | 1.º jogo | 2.º jogo  |
| ------------------ | ------- | -------------------- | -------- | --------- |
| Litex Lovech       | 0–2     | Strasbourg           | 0–2      | 0–0       |
| Stuttgart          | 2–2 (a) | Middlesbrough        | 1–2      | 1–0       |
| Slavia Prague      | 2–2 (a) | Palermo              | 2–1      | 0–1       |
| Heerenveen         | 2–3     | Steaua București     | 1–3      | 1–0       |
| Lokomotiv Moscow   | 0–3     | Sevilla              | 0–1      | 0–2       |
| Bolton Wanderers   | 1–2     | Marseille            | 0–0      | 1–2       |
| Hertha BSC         | 0–3     | Rapid Bucureşti      | 0–1      | 0–2       |
| Basel              | 2–1     | AS Monaco            | 1–0      | 1–1       |
| Udinese            | 3–1     | Lens                 | 3–0      | 0–1       |
| Rosenborg          | 1–4     | Zenit St. Petersburg | 0–2      | 1–2       |
| Club Brugge        | 2–4     | Roma                 | 1–2      | 1–2       |
| Schalke 04         | 5–1     | Espanyol             | 2–1      | 3–0       |
| Lille              | 3–2     | Shakhtar Donetsk     | 3–2      | 0–0       |
| Thun               | 1–2     | Hamburg              | 1–0      | 0–2       |
| Real Betis         | 3–2     | AZ                   | 2–0      | 1–2 (a.p) |
| Petržalka akadémia | 0–3     | Levski Sofia         | 0–1      | 0–2       |

### Oitavos-de-final
A ida desta eliminatória foi disputada em 9 de março e a volta 15 de março.
| Equipe 1         | Total   | Equipe 2             | 1.º jogo | 2.º jogo |
| ---------------- | ------- | -------------------- | -------- | -------- |
| Rapid Bucureşti  | 3–3 (a) | Hamburg              | 2–0      | 1–3      |
| Basel            | 4–2     | Strasbourg           | 2–0      | 2–2      |
| Middlesbrough    | 2–2 (a) | Roma                 | 1–0      | 1–2      |
| Steaua București | 3–0     | Real Betis           | 0–0      | 3–0      |
| Palermo          | 1–3     | Schalke 04           | 1–0      | 0–3      |
| Marseille        | 1–2     | Zenit St. Petersburg | 0–1      | 1–1      |
| Udinese          | 1–2     | Levski Sofia         | 0–0      | 1–2      |
| Lille            | 1–2     | Sevilla              | 1–0      | 0–2      |

### Quartos de Final
| Equipe 1        | Total   | Equipe 2             | 1.º jogo | 2.º jogo |
| --------------- | ------- | -------------------- | -------- | -------- |
| Sevilla         | 5–2     | Zenit St. Petersburg | 4–1      | 1–1      |
| Basel           | 3–4     | Middlesbrough        | 2–0      | 1–4      |
| Rapid Bucureşti | 1–1 (a) | Steaua București     | 1–1      | 0–0      |
| Levski Sofia    | 2–4     | Schalke 04           | 1–3      | 1–1      |

### Meias Finais
| Equipe 1         | Total | Equipe 2      | 1.º jogo | 2.º jogo  |
| ---------------- | ----- | ------------- | -------- | --------- |
| Schalke 04       | 0–1   | Sevilla       | 0–0      | 0–1 (a.p) |
| Steaua București | 3–4   | Middlesbrough | 1–0      | 2–4       |

### Finais
|  | Quartas-de-final         | Quartas-de-final         |                  |       | Semifinal                 | Semifinal                 |  |  | Final      | Final      |
|  | 30 de março e 6 de abril | 30 de março e 6 de abril |                  |       | 20 de abril e 27 de abril | 20 de abril e 27 de abril |  |  | 10 de maio | 10 de maio |
|  |                          |                          |                  |       |                           |                           |  |  |            |            |
|  |                          |                          |                  |       |                           |                           |  |  |            |            |
|  |                          |                          |                  |       |                           |                           |  |  |            |            |
|  | Rapid Bucureşti          | 1-0-1                    |                  |       |                           |                           |  |  |            |            |
|  | Rapid Bucureşti          | 1-0-1                    |                  |       |                           |                           |  |  |            |            |
|  | Steaua Bucareste         | 1-0-1                    |                  |       |                           |                           |  |  |            |            |
|  | Steaua Bucareste         | 1-0-1                    | Steaua Bucareste | 1-2-3 |                           |                           |  |  |            |            |
|  |                          |                          | Steaua Bucareste | 1-2-3 |                           |                           |  |  |            |            |
|  |                          | Middlesbrough            | 0-4-4            |       |                           |                           |  |  |            |            |
|  | Basel                    | Middlesbrough            | 0-4-4            | 2-1-3 |                           |                           |  |  |            |            |
|  | Basel                    |                          |                  | 2-1-3 |                           |                           |  |  |            |            |
|  | Middlesbrough            | 0-4-4                    |                  |       |                           |                           |  |  |            |            |
|  | Middlesbrough            | 0-4-4                    | Middlesbrough    | 0     |                           |                           |  |  |            |            |
|  |                          |                          | Middlesbrough    | 0     |                           |                           |  |  |            |            |
|  |                          | Sevilla                  | 4                |       |                           |                           |  |  |            |            |
|  | Levski Sofia             | Sevilla                  | 4                | 1-1-2 |                           |                           |  |  |            |            |
|  | Levski Sofia             |                          |                  | 1-1-2 |                           |                           |  |  |            |            |
|  | Schalke 04               | 3-1-4                    |                  |       |                           |                           |  |  |            |            |
|  | Schalke 04               | 3-1-4                    | Schalke 04       | 0-0-0 |                           |                           |  |  |            |            |
|  |                          |                          | Schalke 04       | 0-0-0 |                           |                           |  |  |            |            |
|  |                          | Sevilla                  | 0-1-1            |       |                           |                           |  |  |            |            |
|  | Sevilla                  | Sevilla                  | 0-1-1            | 4-1-5 |                           |                           |  |  |            |            |
|  | Sevilla                  |                          |                  | 4-1-5 |                           |                           |  |  |            |            |
|  | Zenit                    | 1-1-2                    |                  |       |                           |                           |  |  |            |            |
|  | Zenit                    | 1-1-2                    |                  |       |                           |                           |  |  |            |            |

## Campeão
| Taça UEFA 2005-06      |
| ---------------------- |
| Sevilla FC (1º título) |